# Sirène-Klasse (1744)
Die Sirène-Klasse war eine Klasse von zwei 30-Kanonen-Fregatten der französischen Marine, die von 1744 bis 1771 in Dienst stand.

## Geschichte
Die im französischen Rangsystem zum 5. Rang gehörenden beiden Schiffe der Klasse, wurden von dem Schiffbauingenieur Blaise-Joseph Ollivier entworfen und unter der Bauaufsicht der beiden Schiffbauer Jacques-Luc Coulomb (Sirène) und François-Guillaume Clairain des Lauriers (Renommée) zwischen März 1744 und Januar 1745 auf der Marinewerft in Brest gebaut. Sie gehörten zu den ersten Schiffen des auch als Frégate de 8 bezeichneten Typs, bis 1746 zu den Frégate légère gezählt, welche mit der 1741 in Dienst gestellten Médée in der französischen Marine aufkam und in ihrer Konfiguration aus heutiger Sicht als klassische Segelfregatte bzw. „richtige“ Fregatte angesehen wird. Britische Gegenstücke waren die Schiffe der Lyme-Klasse.

## Einheiten
| Name     | Bauwerft         | Kiellegung | Stapellauf         | Übernahme     | Verbleib |
| -------- | ---------------- | ---------- | ------------------ | ------------- | --- |
| Sirène   | Arsenal de Brest | März 1744  | 24. September 1744 | November 1744 | Im Oktober 1760 durch die Royal Navy erbeutet; aber keine Indienststellung und wahrscheinlich später verkauft |
| Renommée | Arsenal de Brest | Mai 1744   | 19. Dezember 1744  | Januar 1745   | Im September 1747 durch die Royal Navy erbeutet; als Fame, später Renown, in Dienst und im Jahr 1771 verkauft |

## Technische Beschreibung
Die Klasse war als Batterieschiff mit einem durchgehenden Geschützdeck konzipiert und hatte eine Länge von 38,33 Metern (Geschützdeck) bzw. 32,48 Meter (Kiel), eine Breite von 10,29 Metern und einen Tiefgang von 5,20 Metern bei einer Vermessung von 520 tons (bm) bzw. Verdrängung von 952 Tonnen. Sie waren Rahsegler mit drei Masten (Fockmast, Großmast und Kreuzmast). Der Rumpf schloss im Heckbereich mit einem Heckspiegel, in den eine Galerie integriert war, die in die seitlich angebrachte Seitengalerie mündete. Diese waren aus Repräsentationsgründen durch zeitspezifische Schnitzereien und Bildhauerarbeiten geschmückt. Die Beplankung war kraweel ausgeführt, das heißt, die Enden der Planken stießen stumpf aufeinander, so dass eine glatte Außenfläche entstand.
Die Bewaffnung der Klasse bestand aus 30 Kanonen.
|               | Batteriedeck          | Backdeck            | Achterdeck           | Kanonen (Geschossgewicht) |
| ------------- | --------------------- | ------------------- | -------------------- | ------------------------- |
| Design        | 26 × franz. 8-Pfünder | –                   | 4 × franz. 4-Pfünder | 30 Kanonen (54,82 kg)     |
| 1748 (Renown) | 24 × brit. 9-Pfünder  | 2 × brit. 4-Pfünder | 4 × brit. 4-Pfünder  | 30 Kanonen (54,42 kg)     |

## Besatzung
Die Besatzung hatte im Frieden eine Stärke von 184 Mann und im Kriegsfall 224 Mann (4 Offiziere und 180 bzw. 220 Unteroffiziere bzw. Mannschaften).